# سیارک ۴۸۴۱
سیارک ۴۸۴۱ (به انگلیسی: 4841 Manjiro، نامگذاری:1989UO3) چهار هزار و هشتصد و چهل و یکمین سیارک کشف شده‌است که در ۲۸ اکتبر ۱۹۸۹ کشف شد.
قدر مطلق سیارک برابر ۱۳٫۸۰ است.